# Nexo subordinante
Los nexos subordinantes son nexos gramaticales que introducen oraciones subordinadas a diferencia de los nexos coordinantes, que desempeñan una función dentro de estas. Sintácticamente los nexos subordinantes suelen ser núcleo sintáctico de un sintagma subordinado. Este sintagma subordinado está sintácticamente dominado por el elemento al que se une el elemento subordinante. En el caso de oraciones subordinadas, el nexo subordinante ocupa la posición de núcleo del sintagma complementante, en el caso de un complemento preposicional, el nexo subordinante es una preposición. En oraciones subordinadas en español los nexos podrían ser: que, como, quien, cuando, donde, etc.

## Tipos de nexos subordinantes en español
En español diversos autores reconocen al menos dos tipos de nexos subordinantes:
- Preposicionales: Son las preposiciones (a, ante, bajo, cabe, con, contra, de, desde, durante, en, entre, hacia, hasta, mediante, para, por, según, sin, so, sobre, tras, versus y vía). Sintácticamente, estas cumplen la función de nexo subordinante (N/S) y les sigue término (T)
- Conjunciones subordinantes: Introducen Proposiciones Subordinadas, por lo tanto su clasificación semántica comparte nomenclatura con estas.

### Oraciones subordinadas con nexos subordinantes
Hay dos tipos de oraciones subordinadas introducidas por nexos subordinantes:
- Sustantivas: Son reemplazables por «esto», cumplen la función de los sustantivos (sujeto, OD, aposición, término y Predicativo Subjetivo Obligatorio). Están encabezadas por nexos subordinantes («que» o «si») o relacionantes (el/la/los/las/lo que, quien, etc.). Ejemplo: El que ríe último, ríe mejor ("el que ríe ultimo" desempeña la función de sujeto).
- Adverbiales: Están encabezadas por nexos relacionantes y subordinantes, según el tipo de adverbial. Cumplen la función de los adverbios, es decir que son Circunstanciales. Pueden ser: locativas, temporales, causales, modales, condicionales, consecutivas o concesivas:
  - Locativas: Con el nexo relativo donde y se pueden reemplazar por allí (en cambio en la oración El lugar donde nací es hermoso, donde nací tiene antecedente: lugar y no es reemplazable por allí).
  - Temporales: Con nexos relacionantes (la acción que expresa la subordinada ocurre al mismo tiempo que la acción principal) o subordinantes (la acción de la subordinada ocurre antes o después de la acción principal). Responden a la pregunta “¿cuándo?”.
  - Causales: Encabezadas por el nexo subordinante “porque” o similares. Responden a la pregunta “¿Por qué?”. Ejemplo: Me lo dijo porque no me quiere, porque no me quiere es un adjunto sintáctico catalogado por la gramática tradicional como complemento circunstancial de causa, porque es nexo subordinante.
  - Modales: Están encabezadas por nexo relacionante “como”. Responden a la pregunta “¿cómo?” y se reemplazan por “así”. Ejemplo: Me llaman como llamarían a un perro; “como llamarían a un perro” es PSAdv./C. de modo, porque sería: “Me llaman así, de este modo”.
  - Consecutivas: Generalmente acompañan partículas intensificadoras como “tan”, y están encabezadas por el subordinante “que”. Ejemplo: Es tan bueno que asusta; "tan bueno" es Predicativo Subjetivo Obligatorio, "que asusta" es la P.S. Consecut. porque es consecuencia de lo anterior.
  - Condicionales: No se señalan ni en sujeto ni en predicado, porque modifican a toda la oración principal o matriz oracional. Están encabezadas por el subordinante “si” o similares. Establecen una relación hipotética o condicional. Ej. “Si llueve, no iremos”, “si llueve” es PSCondic.
  - Concesivas: También se señalan fuera de Suj. y Pred. Están encabezadas por el subordinante “aunque” o similares. Ej. “Aunque vayas, no me encontrarás”, “aunque vayas” es PSConcesiva.